# Liste de philosophes de la religion
Cette liste des philosophes de la religion est non exhaustive, et regroupe des philosophes ayant critiqué la religion.
- Adi Shankara
- Aleksei Losev
- Vassili Rozanov
- Dimitri Merejkovski
- Pavel Florensky
- Sergei Bulgakov
- Vladimir Soloviev
- Alvin Plantinga
- Augustin d'Hippone
- Baruch Spinoza
- David Hume
- Emanuel Swedenborg
- G. K. Chesterton
- Georg Wilhelm Friedrich Hegel
- John Hick
- Karl Marx
- Huston Smith
- Maïmonide
- Paul Tillich
- William James
- Friedrich Nietzsche